# Edgar Arandia Quiroga
Edgar Arandia Quiroga (La Paz, 22 de febrero de 1950 - La Paz, 26 de junio de 2024) fue un pintor, poeta, escritor y antropólogo boliviano. Es considerado como referente artístico en Bolivia, por el impulso a la cultura y el arte, así como por los diversos reconocimientos nacionales e internacionales que recibió por su trabajo en las diversas áreas.

## Biografía
Sus obras destacan las manifestaciones culturales, en especial la danza, las tradiciones y el folclore del país.
Se formó en bellas artes en la Escuela de Artes Hernando Siles y en el taller de grabado del Centro Boliviano-Brasilero de La Paz. También tenía estudios en pregrado en antropología. Sus investigaciones se centraron en la cosmovisión andina y las tradiciones mestizas. Una de sus últimas publicaciones fue la historia de los tres rostros del Señor del Gran Poder, conocido como Tata Gran Poder.
Fue, entre otros, Viceministro de Culturas, director del Museo Nacional de Arte y secretario ejecutivo de la Fundación Cultural del Banco Central de  Bolivia. Fue miembro de la facultad del Departamento de Artes Plásticas de la Universidad Mayor de San Andrés en La Paz desde 1983, y del grupo Lo Beneméritos de la Utopía, conformado por los sobrevivientes de las dictaduras militares en Bolivia.
Arandia era reconocido por su militancia de izquierda. Falleció el 2024 debido a un sarcoma estomacal, producto de una herida que no pudo sanar del todo desde la época de la dictadura de la década de 1970.

## Premios y reconocimientos
- Primer premio en dibujo del Salón Murillo con la obra "El ciento de las naranjas" (La Paz, 1791).
- Mención honrosa en pintura del Salón Murillo con la obra "Bombas y napalm" (La Paz, 1972).
- Segundo premio en pintura del Salón Murillo con la obra "Fábula del conspirador" (La Paz, 1974)
- Primer premio en pintura y el dibujo del Salón Murillo por las obras "C..." y "El vencedor ciego" (La Paz, 975)
- Primer premio en dibujo del Salón Murillo con la obra "Niños jugando con la muerte" (1976)
- Premio especial de la Bienal Latinoamericana de dibujo de Maldonado (Uruguay, 1977).
- Primer premio en pintura del Salón Murillo con la obra "La nueva pasión" (La Paz,1984).
- Premio único en pintura del Salón Murillo con la obra "La perversa luz del invierno" (La Paz, 1989).
- Mención especial de la Bienal de dibujo de Santo Domingo (1998).
- Tercer premio del concurso de Art Sacro (La Paz, 2000).
- Mención especial en pintura del II Salón SIART con la obra "Falocracia o los allupekes" (La Paz, 2001).

## Obras escritas
- Chuquiago Blues. Ediciones del Caraxo. 1994. Poemario.
- El Paisaje en los ojos de la Iguana. (Premio José Vasquez Machicado", Santa Cruz, 1998).
- La otra muerte: la octava de noviembre y culto a las "ñatitas". Jiwitaki Producciones. 2006. p. 18. ISBN 9789995401504.
- Los tres rostros del Señor Jesús del Gran Poder.[6]